# Розенбушит
Розенбуши́т (рос. розенбушит; англ. rosenbuschite; нім. Rosenbuschit m) — складний флуорсилікат острівної будови.

## Загальний опис
Хімічна формула:
1. За Є. Лазаренком: NaCa2(Zr, Ti)[F|O|Si2O7].
2. За «Fleischer's Glossary» (2004): (Ca, Na)3(Zr, Ti)Si2O8F.
Склад у %(з родовища Баркевік, Норвегія): Na2O — 10,15; CaO — 25,38; ZrO2 — 18,69; TiO2 — 7,59; SiO2 — 31,53; F — 0,20. Домішки: Fe2O3, La2O3, MnO.
Сингонія триклінна. Утворює призматичні або голчасті кристали.
Спайність досконала.
Густина 3,3.
Твердість 5,5—6,5.
Колір помаранчевий, сірий.
Блиск скляний.
Розчиняється в HCl.
Зустрічається в нефелінових сієнітах (особливо ґренландського типу) та їх пегматитах.
Супутні мінерали: ловеніт, мозандрит, ринкіт, евколіт, астрофіліт.
Знахідки: Лангезунд-Фіорд (Норвегія), Норра-Керр (Швеція), Ловозеро (Кольський півострів, РФ).
За прізвищем німецького мінералога Г. Розенбуша (H. Rosenbusch), W. C. Brögger, 1887.
Синоніми: циркон-пектоліт.